# Fitotoxicitat
La fitotoxicitat és un terme que es fa servir per descriure el grau d'efecte tòxic d'un compost per al creixement d'una planta. Aquests danys poden ser causats per una gran varietat de compostos, incloent traces de metalls, pesticides, salinitat, fitotoxines o l'al·lelopatia natural entre les plantes.

## Fitotoxicitat per fertilitzants

### Urea i orina
Pot haver fitotoxicitat pel fet d'aplicar massa urea ja sigui per la toxicitat de la urea o la de l'amoni que es produeix per la hidròlisi de la urea per l'enzim ureasa en el sòl. L'amoni és aparentment un fertilitzant, en petites quantitats com a font de nitrogen. Els compostos orgànics permeten que s'agafi més efectivament el nitrogen per la seva alta prevalença d'activitat microbiana aeròbica. L'amoni (NH3) pot oxidar-se a sals d'amoni (NH4+), els bacteris el poden convertir en nitrits (NO2-) i nitrats (NO3-) i finalment àcid nítric (HNO3), el qual pot ser massa àcid per la planta i ser doncs fitotòxic.

### Herbicides
S'estan estudiant els efectes fitotòxics dels herbicides en el camp de l'ecotoxicologia.